# Charles Hector Jacquinot
Pour les articles homonymes, voir Jacquinot.
Charles Hector Jacquinot (1796-1879) est un officier de marine français, connu pour avoir été le second de Jules Dumont d'Urville lors de son expédition en Antarctique.

## Biographie
Fils d'Étienne et de Jeanne Florimonde Leblanc, il entre en février 1812 à l'École spéciale de la Marine de Toulon. Aspirant le 10 février 1815, il embarque à Toulon sur la Médée, puis la Faune, station du Levant. Il est élève de 1re classe en mai 1816, puis passe sur la Chevrette en mars 1818, pour une mission hydrographique au Levant.
Enseigne de vaisseau le 15 mai 1820, il passe sur la Lionne pour une campagne en Méditerranée orientale de 1820 à 1822.
De 1822 à avril 1825, il est enseigne de vaisseau sur La Coquille commandée par Duperrey, avec comme second Jules Dumont d'Urville, pour un voyage de circumnavigation scientifique. Il obtient le grade de lieutenant de vaisseau le 22 mai 1825. 
Il fait son second voyage autour du monde en 1826-1829 avec Jules Dumont d'Urville qui lui a demandé de recruter l'équipage. Pour ce voyage, il reçut la Légion d'honneur.
En 1829-1830, il est affecté au dépôt des cartes et plans. En 1830, il participe à l'expédition d'Alger en commandant la corvette de charge Dordogne.
Il se marie le 14 février 1832 à Toulon avec Clara Fortunée Roze, sœur de Pierre-Gustave Roze, promotion 1826 de l’École de Marine. La mère de sa femme est la tante de Charles Thanaron, son futur second sur La Zélée.
Il est ensuite commandant d'une escouade de canonniers à Toulon en août 1832, puis en décembre, commandant de la Meuse au Levant, avant de devenir capitaine de frégate le 22 janvier 1836.
Jacquinot devient lieutenant de vaisseau et va en Antarctique comme second de Jules Dumont d'Urville pour un 3ème voyage de circumnavigation scientifique. Il recrute des marins et commande alors l'un des deux navires de l'expédition, la corvette La Zélée, partis de Toulon en septembre 1837 et revenus en 1840. Après la mort de Jules Dumont d'Urville en 1842, il supervisera la publication des derniers écrits sur l'expédition. Mais la cheville ouvrière de la rédaction des 7 derniers tomes sur les 10 de l'Histoire du voyage sera, à partir du Tome 4, Clément Adrien Vincendon-Dumoulin, Hydrographe de l'expédition auquel on adjoindra bientôt César Desgraz, le secrétaire de L'Astrolabe (voir avertissement Tome IV pages 1 à 4).
Nommé vice-amiral, il est de 1854 à 1855 commandant au Pirée, en Grèce, alors occupé par les troupes françaises pour forcer la neutralité du royaume de Grèce dans la guerre de Crimée. Nommé à l'état-major de la Marine, il meurt peu après sa retraite en 1879. Il est enterré au cimetière central de Toulon.
Le mont Jacquinot (en) sur la péninsule Antarctique a été nommé en son honneur par Dumont d'Urville.
Il est le demi-frère d'Honoré Jacquinot, qui servit comme second chirurgien et naturaliste sur La Zélée lors de l'expédition Dumont d'Urville en Antarctique.